# محوطه خرمن دهگاه
محوطه خرمن دهگاه مربوط به سده‌های میانه دوران‌های تاریخی پس از اسلام است و در شهرستان الیگودرز، بخش بشارت، دهستان پیشکوه ذلقی، ۱۵۰ متری غرب روستای دهگاه واقع شده و این اثر در تاریخ ۱۸ اسفند ۱۳۸۷ با شمارهٔ ثبت ۲۵۲۴۳ به‌عنوان یکی از آثار ملی ایران به ثبت رسیده است.